# Johan Hinric Lidén
Johan Hinric Lidén, född den 6 januari 1741 i Linköping, död den 23 april 1793 i Norrköping, var en svensk akademiker och donator.

## Biografi
Lidén blev student vid Uppsala universitet 1758 och amanuens hos Johan Ihre 1759. Han studerade dels filosofi, dels språk och litteratur samt började tidigt samla böcker till i ett eget bibliotek. 1761 blev han filosofie kandidat, vistades sedan i Finland som informator. Han studerade ett år vid Kungliga Akademien i Åbo och gjorde sommaren 1763 en resa genom landet, men återkom på hösten samma år till Uppsala universitet. Där blev han 1764 filosofie magister efter att ha försvarat första delen av sin Historiola litteraria poëtarum suecanorum. Efter att ha givit ut ytterligare två delar av sin disputation 1765 blev han docent i lärdomshistoria och amanuens vid biblioteket. 
I början av 1768 gjorde Lidén en utlandsresa och besökte Köpenhamn, Göttingen, Holland och England. I London blev han bekant med Emanuel Swedenborg och i Paris, dit han kom mot slutet av 1769, studerade han och besökte han nästan dagligen de stora biblioteken. Faderns död tvingade honom att återvända, och efter en rundresa genom Tyskland återvände han i juni 1770 till Sverige. Nyss hemkommen utnämndes han till vikarierande adjunkt i historia i Lund, men valde ändå att tills vidare stanna kvar i Uppsala. Där fick han 1771 svår gikt, som blev allt besvärligare. Han kunde dock ge ut 4:e delen af sin "Historiola" 1772. Utan framgång försökte han med alla medel bli frisk, men när inget hjälpte tog han avsked från sin adjunktsbefattning och flyttade till Norrköping 1777, där han uteslutande ägnade sig åt litteratur, då han snart inte längre kunde lämna sin sjuksäng. Han fick 1779 professors namn. Under slutet av sitt liv donerade han sin boksamling samt betydande penningsummor till biblioteken i Uppsala och andra universitetsorter.